# بريوكات (سيدي علي بن ابرهيم)
بريوكات هو دُوَّار يقع بجماعة سيدي داود، إقليم مولاي يعقوب، جهة فاس مكناس في المملكة المغربية. ينتمي الدوّار لمشيخة سيدي علي بن ابرهيم التي تضم 36 دوار. يقدر عدد سكانه بـ 275 نسمة حسب الإحصاء الرسمي للسكان والسكنى لسنة 2004.

## روابط خارجية
- البوابة الوطنية للجماعات الترابية نسخة محفوظة 12 مارس 2018 على موقع واي باك مشين.
- المندوبية السامية للتخطيط